# Episodi di Julia - Eine ungewöhnliche Frau (quarta stagione)
La quarta stagione della serie televisiva Julia - Eine ungewöhnliche Frau è stata trasmessa in anteprima in Germania dalla ARD tra il 24 settembre 2002 e il 17 dicembre 2002.
| nº | Titolo originale          | Titolo italiano | Prima TV Germania | Prima TV Italia |
| -- | ------------------------- | --------------- | ----------------- | --------------- |
| 1  | Ein neues Amt             | inedito         | 24 settembre 2002 | inedito         |
| 2  | Wieder daheim             | inedito         | 1º ottobre 2002   | inedito         |
| 3  | Volkszählung              | inedito         | 8 ottobre 2002    | inedito         |
| 4  | Unschuldig                | inedito         | 15 ottobre 2002   | inedito         |
| 5  | Der wilde Reiter          | inedito         | 22 ottobre 2002   | inedito         |
| 6  | Blind Date                | inedito         | 29 ottobre 2002   | inedito         |
| 7  | Heimkehrer                | inedito         | 5 novembre 2002   | inedito         |
| 8  | Der Kunstfehler           | inedito         | 12 novembre 2002  | inedito         |
| 9  | Die Diagnose              | inedito         | 19 novembre 2002  | inedito         |
| 10 | Reidingers Sturz          | inedito         | 26 novembre 2002  | inedito         |
| 11 | Um das Leben              | inedito         | 3 dicembre 2002   | inedito         |
| 12 | Ein neues Leben           | inedito         | 10 dicembre 2002  | inedito         |
| 13 | Eine schwere Entscheidung | inedito         | 17 dicembre 2002  | inedito         |